# Patinatge de velocitat en pista curta als Jocs Olímpics d'hivern de 2006 - 1.500 metres femenins
Als Jocs Olímpics d'Hivern de 2006 celebrats a la ciutat de Torí (Itàlia) es disputà una prova de Patinatge de velocitat en pista curta sobre una distància de 1.500 metres en categoria femenina que formà part del programa oficial dels Jocs.
La prova es disputà el dia 18 de febrer de 2006 a les instal·lacions del Torino Palavela. Hi participaren un total de 30 patinadores de 19 comitès nacionals diferents.

## Resum de medalles
| Or         | Argent         | Bronze    |
| Jin Sun-Yu | Choi Eun-Kyung | Wang Meng |

## Resultats

### Ronda preliminar
Es classifiquen els tres millors temps de cada ronda.
Ronda 1
| Pos. | Nom          | Temps    | Notes |
| ---- | ------------ | -------- | ----- |
| 1    | Wang Meng    | 2:41.384 | Q     |
| 2    | Byun Chun-Sa | 2:41.411 | Q     |
| 3    | Katia Zini   | 2:41.561 | Q     |
| 4    | Rozsa Darazs | 2:42.256 |       |
| 5    | Aika Klein   | 2:41.380 |       |

Ronda 2
| Pos. | Nom               | Temps    | Notes |
| ---- | ----------------- | -------- | ----- |
| 1    | Allison Baver     | 2:41.384 | Q     |
| 2    | Amanda Overland   | 2:27.666 | Q     |
| 3    | Liesbeth Mau Asam | 2:28.910 | Q     |
| 4    | Ikue Teshigawara  | 2:30.977 |       |
| 5    | Julia Elsakova    | 2:33.564 |       |

Ronda 3
| Pos. | Nom             | Temps    | Notes |
| ---- | --------------- | -------- | ----- |
| 1    | Yang Yang (A)   | 2:37.754 | Q     |
| 2    | Choi Eun-Kyung  | 2:37.862 | Q     |
| 3    | Yuka Kamino     | 2:37.865 |       |
| 4    | Myrtille Gollin | 2:38.442 |       |
| 5    | Emily Rosemond  | 2:40.171 |       |

Ronda 4
| Pos. | Nom                   | Temps    | Notes |
| ---- | --------------------- | -------- | ----- |
| 1    | Evguènia Radànova     | 2:27.155 | Q     |
| 2    | Hyo-Jung Kim          | 2:27.460 | Q     |
| 3    | Tatiana Borodulina    | 2:27.757 |       |
| 4    | Anouk Leblanc-Boucher | 2:28.001 |       |
| 5    | Han Yueshuang         | 2:36.233 |       |

Ronda 5
| Pos. | Nom              | Temps    | Notes |
| ---- | ---------------- | -------- | ----- |
| 1    | Jin Sun-Yu       | 2:29.731 | Q     |
| 2    | Marta Capurso    | 2:31.053 | Q     |
| 3    | Kateřina Novotná | 2:31.367 | Q     |
| 4    | Katalin Kristo   | 2:31.705 |       |
| 5    | Evita Krievane   | 2:36.233 |       |

Ronda 6
| Pos. | Nom               | Temps    | Notes |
| ---- | ----------------- | -------- | ----- |
| 1    | Stephanie Bouvier | 2:35.410 | Q     |
| 2    | Erika Huszar      | 2:35.920 | Q     |
| 3    | Sarah Lindsay     | 2:38.460 | Q     |
| 4    | Yvonne Kunze      | 2:48.009 |       |
| 5    | Cheng Xiaolei     | 2:50.017 |       |

### Semifinals
Els dos millors temps de cada ronda passen a la Final A, i el tercer i quart temps a la Final B. Tatiana Borodulina, que finalitzà cinquena en la seva semifinal, fou repescada per haver patit la interferència de Stephanie Bouvier.
Semifinal 1
| Pos. | Nom                | Temps          | Notes |
| ---- | ------------------ | -------------- | ----- |
| 1    | Jin Sun-Yu         | 2:31.747       | QA    |
| 2    | Erika Huszar       | 2:32.504       | QA    |
| 3    | Hyo-Jung Kim       | 2:32.527       | QB    |
| 4    | Yuka Kamino        | 2:44.05 7      | QB    |
| 5    | Tatiana Borodulina | 2:45.897       | ADV   |
| -    | Stephanie Bouvier  | desqualificada |       |

Semifinal 2
| Pos. | Nom               | Temps    | Notes |
| ---- | ----------------- | -------- | ----- |
| 1    | Choi Eun-Kyung    | 2:22.776 | QA    |
| 2    | Amanda Overland   | 2:22.946 | QA    |
| 3    | Yang Yang (A)     | 2:23.048 | QB    |
| 4    | Katia Zini        | 2:23.141 | QB    |
| 5    | Allison Baver     | 2:23.490 |       |
| 6    | Liesbeth Mau Asam | 2:26.370 |       |

Semifinal 3
| Pos. | Nom               | Temps    | Notes |
| ---- | ----------------- | -------- | ----- |
| 1    | Byun Chun-Sa      | 2:26.915 | QA    |
| 2    | Wang Meng         | 2:27.095 | QA    |
| 3    | Evguènia Radànova | 2:27.145 | QB    |
| 4    | Marta Capurso     | 2:27.291 | QB    |
| 5    | Kateřina Novotná  | 2:27.395 |       |
| 6    | Sarah Lindsay     | 2:29.173 |       |

### Finals
Final A
| Pos. | Nom                | Temps          |
| ---- | ------------------ | -------------- |
| 1    | Jin Sun-Yu         | 2:23.494       |
| 2    | Choi Eun-Kyung     | 2:24.069       |
| 3    | Wang Meng          | 2:24.469       |
| 4    | Erika Huszar       | 2:25.405       |
| 5    | Amanda Overland    | 2:26.495       |
| -    | Byun Chun-Sa       | desqualificada |
| -    | Tatiana Borodulina | desqualificada |

Final B
| Pos. | Nom               | Temps    |
| ---- | ----------------- | -------- |
| 1    | Evguènia Radànova | 2:29.314 |
| 2    | Yuka Kamino       | 2:29.540 |
| 3    | Hyo-Jung Kim      | 2:29.978 |
| 4    | Marta Capurso     | 2:30.054 |
| 5    | Katia Zini        | 2:30.164 |
| 6    | Yang Yang (A)     | 2:32.097 |

1. ↑  Inicialment finalitzà en tercera posició, si bé posteriorment fou desqualificada per interferir en el patinatge de Wang Meng, que de retruc guanyà la medalla de bronze.